# 스즈미야 하루히의 우울 SOS단 라디오 지부
《스즈미야 하루히의 우울 SOS단 라디오 지부》(涼宮ハルヒの憂鬱 SOS団ラジオ支部)는 애니메이션 스즈미야 하루히의 우울의 관련 프로그램으로, 라디오 칸사이에서 방송되었던 라디오 프로그램이다. 란티스 웹 라디오에서 1주씩 늦게 스트리밍 방영되었다. 총 48회.
프로그램 종료가 아닌 프로그램 휴재란 설도 있다.

## 개요
- 2006년 2월 3일. 라디오 칸사이에서 방송 개시. 란티스 웹 라디오에서의 방송은 일주일 지연된 2월 10일 개시.
- 퍼스널리티는 스즈미야 하루히 역의 히라노 아야, 나가토 유키 역의 치하라 미노리, 아사히나 미쿠루 역의 고토 유코로 3명이다.
  - 36회에 츠루야씨 역의 마츠오카 유키가 참가하였다.
- 메인 스탭은 프로듀서 사이토 시게루, 디렉터에 코바야시 쥰, 구성 작가 와타나베 미스야다.
- 프로그램을 SOS단의 미팅이라 부르고 있어, 시작 때 '제 XX회 전체 미팅을 개시합니다'라고 안내한다.
- 시청자 라디오 네임을 시청자가 SOS단의 단원이라는 것으로 하여 '단원명'이라 부르고 있다.
- 제9·10회는 아키하바라 메이드 카페에서, 27·28회는 이시마루 전기 아키하바라점에서 공개 녹음 방송을 하였다.
- 제35회 방송분부터 란티스 넷 라디오에서 스테레오 방송으로 전달 개시.
- 제35·36회에 고토 유코 결석.
- 제36회부터 리뉴얼. 일부 코너가 종료되었고 새로운 코너로 옮겨졌다. 신 코너는, '스즈미야 하루히의 소실'에 대한 기획이다.
- 제41·42회에 히라노 아야 결석.
- 프로그램은 제48회 (라디오 칸사이 12월 29일 방송분)에서 종료하게 되었다. 후속 프로그램은 같은 제작사인 교토 애니메이션에서 제작한 애니메이션 러키☆스타의 라디오 프로그램 《러키☆채널》
  - 이 회에선 스즈미야 하루히, 나가토 유키, 아사히나 미쿠루나 SOS단 이란 단어가 사용되지 않았다. 단원명이라 불리던 시청자 네임도 '팬 네임'으로 변경되었다. 이것은 원작 4권인 '스즈미야 하루히의 소실'을 모방한 것으로, SOS단이 존재하지 않는 세계를 연출한 것으로 보인다. 단, '츠루야씨'란 단어는 유일하게 사용되었다. 또한 프로그램의 처음과 마지막이 유키, 미쿠루의 대사가 교차되었고, 끝은 화이트 노이즈로 잡았다.
  - 란티스 웹 라디오의 이번회 전달 후 프로그램 개명과 홈페이지의 수정이 이루어졌다. 활동 기록란도 없어졌다.
- 라디오 본편에선 종료 안내가 있었지만, 히라노 아야나 치하라 미노리가 메일 모집 안내를 하고 있던 일이나 '란티스 웹 라디오'에선 종료한다는 말이 없었기 때문에, 일부 팬 사이에서 프로그램 종료가 아닌 휴지 상태란 설이 생겨났다.
  - 제48회 전달 후 란티스 웹 라디오의 갱신은 없지만, 명확하게 '프로그램 종료'라는 안내는 없다.
  - 전달 종료로부터 2년 경과한 지금 란티스 웹 라디오 톱 페이지엔 당번조의 페이지가 남겨져 있으며, 메일 폼도 그대로 존재한다. (비슷한 시기에 종료된 프로그램 페이지는 삭제되는 것과 대조적이다)
  - 히라노 아야의 공식 홈페이지의 '뉴스'란에 라디오 항목에선 '방송 종료'라 되어 있지만, 프로필엔 스즈미야 하루히의 우울 SOS단 라디오 지부(06년 3월 ~ ) 라 적혀 있는 모순 상태가 되어 있다. 덧붙여 치하라 미노리 공식 홈페이지에서도 2006년 2월~ 라디오 '스즈미야 하루히의 우울 SOS단 라디오 지부'라 적혀 있으며, 종료년월은 미기재이다. 고토 유코의 공식 홈페이지엔 기간이 기재되어 있지 않다.
  - 뉴타입 3월호 별책 부록 '스즈미야 하루히의 우울 SOS단 라디오 지부'엔 '일단락의 48회'라 적혀 있다.

## 방송 시간
- 라디오 칸사이 매주 금요일 24:30 - 25:00 (2006년 12월 29일에 종료)
- 란티스 웹 라디오 다음주 금요일 갱신 (48회에서 갱신 정지)
  - 제47회 갱신때 까진 최근 5회 방송이 시청 가능했다. 제48회 갱신시에 과거 방송 링크가 사라졌기 때문에 현재는 최신 방송만 청취 가능.

## 스폰서
- 가도카와 쇼텐 스니커 문고
- 란티스
- 코스파 (제14회 ~ 26회)

## 코너
- 대부분 코너가 격주, 비정기 코너다.
- 48회때 일부 코너명이 변경되었다. (/ 로 표시)

### 전회
후즈오타 (격주)
보통 메일을 소개하는 코너
스즈미야 하루히의 심심풀이 / 심심풀이
청취자로부터 모집한 주제에 대해 소개 후, 히라노 아야가 무엇인지 판정한다.
아사히나 미쿠루의 소위 하나의 모에 요소 (격주) / 소위 하나의 모에 요소
청취자로부터 모에 요소를 소개받아 아사히나 미쿠루가 소개하는 코너.
XXX의 돌아보는 일인 반성회 (거의 매주 방송되나 비정기때 휴지)
엔딩으로, 퍼스널리티중 1명이 실시한다. 반성의 내용은 그 회에 방송뿐만 아니라, 여러 가지 사건등 다방면에 걸쳐 이루어진다. 생일이 가까운 방송일에는 축하하는 코너로 변한다.
SOS단으로부터의 소식
히라노 아야, 치하라 미노리, 고토 유코 3명이 제비뽑기를 하여 그 날의 홍보 위원을 결정. 소식을 전한다.

### 제1회 ~ 제34회
하루히다운 마이노리티 리포트 (격주)
청취자의 이상한 버릇을 소개하는 코너. 그 버릇에 대해 퍼스널리티 3명이 토론하여 소수적(minority) 인지 대다수적인지 판정한다.
대 유기 생명체 접촉용 휴머노이드 인터페이스·유키는 들어라!
주제에 대해 나가토 유키가 임시 방편으로 회답하는 코너. 초기에는 1개의 질문에 대해 대답을 하였지만, 도중부터 연달아 나오는 질문에 대해 한마디로 답하는 형식으로 변경되었다.
대롱대롱 불가사의 탐색대 (격주)
지금까지 경험한, 혹은 경험할 예정인 이상한 일에 대해 소개하는 코너.

### 제35회 ~ 제48회
아사히나 미쿠루의 대예언 / 대예언 코너
아사히나 미쿠루에게 온 청취자로부터의 주제를 기초로 대예언을 하는 코너.
유키의 힌트! 절망에 효과가 있는 표현
남에게 무언가를 권할 때 도움이 될지도 모르는 잔 지식을 나가토 유키가 소개하는 코너. 지식의 소개 후에는 반드시 '아리가타야~ 아리가타야~'라는 효과음이 들어간다.
츠루야씨의 메갓사 지쳐! 상담 코너
단원으로부터의 상담 거리를 츠루야씨가 답하는 코너. 이 코너만 마츠오카 유키 (츠루야씨 역)가 담당.
메갓사 (めがっさ)는 츠루야씨의 말버릇으로, '매우'란 뜻이다.
마치 존 스미스의 목격담 (격주) / 마치 목격담
존 스미스의 목격담을 청취자로부터 모집하는 코너. 존 스미스가 츳코미 역할인 것이 많다.

## 주제가
오프닝
- 바람을 읽는 리본(風読みリボン) / 제7회 ~ 제35회

노래 : 히라노 아야
애니메이션 오프닝 주제가 모험이지, 그렇지?의 커플링곡
- 최강 퍼레퍼레이드(最強パレパレード) / 제36회 ~

노래 : 히라노 아야, 치하라 미노리, 고토 유코
엔딩
- 웰컴 UNKNOWN(うぇるかむUNKNOWN 웨루카무 안노운[*]) / 제7회 ~ 제35회

노래 : 히라노 아야, 치하라 미노리, 고토 유코
애니메이션 엔딩 주제가 맑음맑음 유쾌의 커플링곡
- 운명적 사건의 행복(運命的事件の幸福) / 제36회 ~

노래 : 히라노 아야, 치하라 미노리, 고토 유코
라디오 세컨드 오프닝 주제가 최강퍼레퍼레이드의 커플링곡
제6회 방송까지는 오프닝/엔딩 모두 프로그램과 관계 없는 BGM이 사용되었다.
제36회 - 제40회에 사용된 최강퍼레퍼레이드 및 운명적 사건의 행복은 치하라 미노리만이 노래하는 버전이었다.

## CD

### 번외편 CD
프로그램의 번외편 라디오 CD가 발매되었다.
- 《스즈미야 하루히의 우울 SOS단 라디오 지부》 번외편 CD Vol.1 (LACA-5523, 2006년 7월 5일 발매)
- 《스즈미야 하루히의 우울 SOS단 라디오 지부》 번외편 CD Vol.2 (LACA-5556, 2006년 9월 21일 발매)
- 《스즈미야 하루히의 우울 SOS단 라디오 지부》 번외편 CD Vol.3 (LACA-5584, 2006년 12월 21일 발매)

### 애니메이션 DVD 한정판 특전 CD
애니메이션 DVD 한정판 (전 8권)에는 애니메이션의 사운드 트랙과 이 라디오 프로그램의 재편집이 수록된 CD가 포함되어 있다.

## 방송 목록
- 방송일은 라디오 칸사이에서의 방송일.
- WEB 공개판 타이틀은 란티스 웹 라디오 공개시에 타이틀이다.

| 회수   | 방송일     | WEB 공개판 타이틀 (원제/풀이)            | WEB 공개판 타이틀 (원제/풀이)       |
| ------ | ---------- | ---------------------------------------- | ----------------------------------- |
| 제01회 | 2006/02/03 | 《ないんだったら自分で作ればいいのよ》   | 없으면 스스로 만들어 보는 게 좋아   |
| 제02회 | 2006/02/10 | 《思い出ある?》                          | 추억이 있어?                        |
| 제03회 | 2006/02/17 | 《なんか実用的》                         | 어느 실용적                         |
| 제04회 | 2006/02/24 | 《スゴイおいしいよ♪》                    | 굉장히 맛있어♪                      |
| 제05회 | 2006/03/03 | 《普段ああなんですよっ☆》                | 평소대로 입니닷☆                    |
| 제06회 | 2006/03/10 | 《コーチ!私をしごいてください!!》        | 코치! 나를 호되게 훈련시켜 주세요!! |
| 제07회 | 2006/03/17 | 《セーラー服でヤカン持ちたかったもん〜》 | 세라복으로 야간. 가지고 싶었던 것~  |
| 제08회 | 2006/03/24 | 《おでんは好き?》                        | 오뎅은 좋아해?                      |
| 제09회 | 2006/03/31 | 《そろそろ飽きてきたわね》               | 서서히 싫증이 오는군요              |
| 제10회 | 2006/04/07 | 《これ、放送できる?》                    | 이거, 방송할 수 있어?               |
| 제11회 | 2006/04/14 | 《宇宙は神秘っ!》                        | 우주는 신비!                        |
| 제12회 | 2006/04/21 | 《なにか埋まってるんじゃない?》          | 무언가 뭍히고 있는 거 아냐?         |
| 제13회 | 2006/04/28 | 《いいなぁ〜うらやましいぃ〜》           | 좋겠다~ 부러워~                     |
| 제14회 | 2006/05/05 | 《ちょっと感動した!今!!》                | 조금 감동했다! 지금!                |
| 제15회 | 2006/05/12 | 《スッゴイ怖いんですよ!》                | 굉장히 무서워요!                    |
| 제16회 | 2006/05/19 | 《クサイニオイが好き♥》                  | 쿠사이니오이가 좋아♥                |
| 제17회 | 2006/05/26 | 《わたし毛が好き♥》                      | 나 털이 좋아♥                       |
| 제18회 | 2006/06/02 | 《ちょっと隠し味ゼリー入ってる》         | 조금 조미료 젤리가 들어가 있어      |
| 제19회 | 2006/06/09 | 《体験してきて欲しいよね♪》              | 체험해 봤으면 좋겠어요♪             |
| 제20회 | 2006/06/16 | 《旬だ旬だ!》                            | 10일이다 10일이다!                  |
| 제21회 | 2006/06/23 | 《不二子ちゃんになりたいんだけど…》      | 후지코쨩이 되고 싶지만..            |
| 제22회 | 2006/06/30 | 《ロナウ次郎って誰??》                   | 로나우 지로는 누구?                 |
| 제23회 | 2006/07/07 | 《アレ?水戸って……?》                     | 어라? 미토는……?                     |
| 제24회 | 2006/07/14 | 《爪楊枝の呪い!!》                       | 이쑤시개의 저주!!                   |
| 제25회 | 2006/07/21 | 《つながらないつながりの並行》           | 관계없는 관계의 병행                |
| 제26회 | 2006/07/28 | 《水も滴るいい男》                       | 물도 방울져 떨어지는 좋은 남자      |
| 제27회 | 2006/08/04 | 《今までそういう目で見てたの?》          | 지금까지 그렇게 보았어?             |
| 제28회 | 2006/08/11 | 《まだまだ体力は残っているか!?》         | 아직도 체력이 남아 있을까?          |
| 제29회 | 2006/08/18 | 《今度はみんな入れるように…》            | 이번엔 모두 넣을 수 있게…           |
| 제30회 | 2006/08/25 | 《冷やしシャンプー始めました??》         | 차가운 샴푸 처음이야??              |
| 제31회 | 2006/09/01 | 《みのりの秋♪》                          | 미노리의 가을♪                      |
| 제32회 | 2006/09/08 | 《マイク吹きましたよ?》                  | 마이크 붙였나요?                    |
| 제33회 | 2006/09/15 | 《クサイよね??》                         | 쿠사이군요??                        |
| 제34회 | 2006/09/22 | 《白いごはんから食べたいの》             | 흰 밥이 먹고 싶은 거야              |
| 제35회 | 2006/09/29 | 《…って今知った!!》                      | …을 지금 알았다!!                   |
| 제36회 | 2006/10/06 | 《これからもお付き合いくださいね》       | 앞으로도 교제해 주세요              |
| 제37회 | 2006/10/13 | 《違う声が聞こえてきた〜〜（泣）》       | 다른 목소리가 들려 온다~~ (감격)    |
| 제38회 | 2006/10/20 | 《すごーい!!》                           | 굉장해!                             |
| 제39회 | 2006/10/27 | 《爆発しちゃう?!》                       | 폭발해버려?!                        |
| 제40회 | 2006/11/03 | 《また変なこと言ってる??》               | 또 이상한걸 말하고 있어??           |
| 제41회 | 2006/11/10 | 《つらいっス》                           | 괴로워요                            |
| 제42회 | 2006/11/17 | 《オチ…どこ?》                           | 끝… 어디?                           |
| 제43회 | 2006/11/24 | 《いつもの感じになってきたね♪》          | 평소의 느낌으로 돌아왔군요♪         |
| 제44회 | 2006/12/01 | 《アンタも質に入りなさい!!》             | 당신도 내용속으로 들어가세요!!      |
| 제45회 | 2006/12/08 | 《当たんない気がしちゃって、、、》       | 마땅치 않는 생각이 들어서...        |
| 제46회 | 2006/12/15 | 《ちょっと泣きそうになってきた…》        | 조금 울 것 같아 졌다…               |
| 제47회 | 2006/12/22 | 《本当にへっぽこだった...》              | 정말로 풋내기였다...                |
| 제48회 | 2006/12/29 | 《温めてもらいたいですね》               | 따뜻하게 해주셨으면 합니다.         |